# 費蘭甸奴
費蘭度·雷斯·羅沙（葡萄牙語：Fernando Luiz Roza，1985年5月4日—），簡稱費蘭甸奴（葡萄牙語：Fernandinho，葡萄牙語發音：[feʁnɐ̃ˈdʒĩj̃u]，意即「小費蘭度」），是 巴西職業足球員，現效力於巴甲球會帕拉尼恩斯。

## 球員生涯
他的足球生涯於巴西球隊帕拉尼恩斯開展，再於2005年移籍到烏克蘭球會頓內次克礦工，他是烏克蘭足球超級聯賽（烏超）中的一名優秀外來球員。效力於薩克達期間，他獲得過六次烏超冠軍、四次烏克蘭盃，以及2008/09賽季歐洲足協盃。
2013年6月，曼城從頓內次克礦工簽入費蘭甸奴，而頓內次克礦工官方网站确认该笔交易转会费为4000万欧元。效力至今替曼城奪得5次英超冠军。

## 榮譽

### 俱樂部
曼城
- 英格蘭足球超級聯賽：2013-14、2017-18、2018-19、2020-21、2021-22[4]
- 英格蘭足總盃：2018-19
- 英格蘭聯賽盃：2013-14、2015-16、2017-18、2018-19、2019-20、2020-21
- 英格蘭社區盾：2018

### 國家隊
巴西
- 美洲盃足球賽冠軍：2019年